# Vackářův oscilátor
Vackářův oscilátor je elektronický oscilátor LC, který v roce 1949 popsal a analyzoval český inženýr Jiří Vackář. Je variantou oscilátoru s rozdělenou kapacitou, podobně jako Collpittsův nebo Clappův oscilátor. Jeho významnou vlastností je, že úroveň výstupního napětí se jen minimálně mění při přelaďování, kterého se dosahuje změnou kapacity kondenzátoru C0.
V roce 1949 český inženýr Jiří Vackář publikoval práci o návrhu stabilních oscilátorů. Jako výsledek hluboké analýzy elektronkových oscilátorů navrhl variantu Collpittsova oscilátoru, kde zpětnovazební napětí na mřížkovém vstupu je snižováno na potřebnou hodnotu přidaným kapacitním děličem napětí, který současně kompenzuje nežádoucí kapacity elektronky.
Zde zobrazené schéma odpovídá obrázku č. 5 v jeho práci, s tím, že elektronka byla nahrazena FET tranzistorem.